# Снукър
Сну̀кърът (на английски: snooker) е игра, разновидност на билярда, популярна във Великобритания и някои части на Азия.
Играе се на маса с размери 12 на 6 фута (приблизително 366 см на 183 см). Масата има шест джоба – по 1 във всеки ъгъл и още 2 по средата на дългите страни.
Играе се с помощта на щека, бяла топка-бияч (т.нар. „кю-бол“), 15 червени и 6 цветни топки (жълта, зелена, кафява, синя, розова и черна). Всяка топка носи различен брой точки: червените носят по 1 точка, а цветните – от 2 до 7 (жълта – 2, зелена – 3, кафява – 4, синя – 5, розова – 6 и черна – 7).
Топките се вкарват в джобовете с помощта на топката бияч в последователност червена – цветна. Всяка цветна има свое място на масата и след като бъде вкарана, се връща на първоначалната си позиция. Червените не се връщат, след като бъдат вкарани. Когато вече няма червени топки на масата, цветните трябва да се вкарат във възходящ ред на точките, които носят (от жълта до черна).
Целта на двамата играчи е да направят по-голям сбор точки от този на противника си. Максималният брой точки, който може да се достигне само от вкараните точки (без фалове) във фрейм, е 147 и се получава при комбинирането на всички червени с черната топка.

## История
Историята на билярдните игри започва още през 15 век, но снукърът като игра се появява доста след това. Предполага се, че снукърът произлиза от вариация на английския билярд, който също се играе на по-голяма маса в сравнение с другите билярдни игри.
Смята се, че за пръв път билярдна игра с топки, близки по брой и начин на подреждане със съвременния снукър, се е появила в Индия, където постепенно е станала много популярна сред британските офицери.
Причина за добавянето на повече топки е прекалено простите разигравания и комбинации при старите версии на английския билярд. Английският билярд се играе на 12-футова маса, на която има само 3 топки – 2 топки-биячи и 1 топка-мишена. Играчите получават 1 точка, когато със своята топка бияч вкарат топката мишена или докоснат със своята топка бияч при един удар топката мишена и топката бияч на противника.
С добавянето на повече топки играта става значително по-сложна. На практика за получаването на играта британците комбинират английския билярд с билярдната игра пирамида. По-късно играта е пренесена във Великобритания.
В началото играта не става популярна, защото подобно на английския билярд масата и приспособленията за игра са прекалено скъпи. Известно време играта остава известна само на аристократите във Великобритания, които са способни да си я позволят. Основен проблем по онова време са билярдните топки, които се произвеждат от слонова кост (в наши дни се използват различни изкуствени материали), защото за направата на един-единствен комплект от топки, са необходими бивни от близо 10 слона.
Играта претърпява много промени за да достигне през 19 век до вид, който е много близък до днешния. За пръв път терминът снукър е използван от британския офицер Невил Чембърлейн през 1875 г. в Индия. Името на играта идва от snookered (в превод затруднен).
Основен принос за популяризирането на снукъра в началото и средата на 20 век имат братята Дейвис – Фред и Джо. Джо Дейвис е инициатор за провеждането на първото Световно първенство през 1927 г., което е и първото истинско състезание по снукър. Джо Дейвис печели това първенство, както и 14-те следващи, а Фред Дейвис печели 8 първенства в средата на века. По онова време няма много добри играчи, защото играта все още не е толкова известна, а и мнозина от големите играчи на билярд се дистанцират от новата игра и се придържат към традиционните разновидности на билярда. Това е и причината никой след това да не успее да достигне постижението на Джо от 15 световни титли.
Интересно е, че по това време джобовете на масите имат съществена разлика от тези, които се използват в наши дни. Тогавашните джобовете, както и днешните са значитеблно по-малки от тези на останалите билярдни игри. Разликата е, че тогавашните джобове не са със заоблени ръбове, така че топките влизат само при директно попадение и пропускането е доста по-лесно. Това е основната причина през 1922 г. най-големият брейк да бъде едва 33 точки. Няколко години по-късно масите вече са със заоблени ръбове на джобовете, което помага на Джо Дейвис да постигне и максимален брейк от 147 точки през 1957 г.
След това настъпва по-слаб период за снукъра, който е прекратен с въвеждането през 1960-те години на състезанието Пот Блек. За разлика от Световното първенство, чиито мачове по това време продължават понякога по повече от 50 фрейма, мачовете в Пот Блек се играят в 1 или 2 – 3 фрейма. Така на публиката се предлага значително по-бърза и динамична игра, което помага за популяризирането на снукъра. Пот Блек е първият турнир от този тип, но през следващите години се появяват за кратко и други демонстрационни състезания. По това време започват да се предлагат и платени маси за снукър в някои заведения във Великобритания, но клиентите за тази игра не са много.
Успехът на снукъра започва през 1970-те години, когато играчи като Рей Риърдън, Джон Спенсър и други превръщат играта в едно от големите зрелища. Рей Риърдън става световен шампион 6 пъти. Снукъра получава голям тласък при появата на цветната телевизия, която прави възможно телевизионното предаване на мачовете. За кратко време играта и големите по това време играчи стават известни на изключително голяма аудитория. По това време безспорно най-големия играч е Стив Дейвис, който става едно от най-добре известните имена във Великобритания. Той печели 6 световни титли, а през 1985 г. губи на финала с резултат 18 на 17 фрейма от Денис Тейлър, където играта е решена от последната черна топка на масата. Този мач се превръща в нарицателно за самата игра през следващите години.
През 1990-те години снукърът вече си е извоювал голяма известност и то не само във Великобритания, но и в Европа, както и в някои части на Азия. През 1990-те години се появяват няколко играчи, които напълно доминират през това десетилетие. На първо място това е Стивън Хендри, който печели 7 световни титли. Друг голям играч по това време е Джими Уайт, който играе 6 финала на световното първенство, но така и не печели световната титла. Сред останалите големи играчи са Джон Хигинс, Марк Уилямс, Рони О'Съливан и др.

## Играта

### Маса
Снукър се играе на правоъгълна маса с размери 6 на 12 фута (около 1,83 на 3,66 метра) и 6 отвора (джобове) на масата – 4 в ъглите и 2, разположени в средата на дългите страни на масата. В единия край на масата, наричан боук край (от английски: baulk – „препятствие“), е разположена боук линията, която отстои на 29 инча от късия борд на боук края на масата. Боук линията е очертана върху масите за снукър, както и полуокръжност с радиус 11,5 инча, обърнат към боук края. Другият къс борд е наричан горен борд.
Заради големите размери на стандартната маса за снукър, в някои ситуации, когато пространството за разполагане на масата е по-ограничено, се използват по-малки маси. Съществуват маси за снукър с дължина от 6 фута (половината от стандартната) и съразмерни показатели. При някои от тези маси се намалява и размерът на топките, но при други просто се намалява броя им на масата (само на червените топки).

### Топки
Топките в снукъра, както и в другите билярдни игри, най-често се правят от фенолова смола, но са по-малки от стандартните топки в игри като Осма топка. Стандартната топка за снукър е с диаметър 52,4 мм, въпреки че често има известни отклонения от този размер. За домашните маси с размери намалени на половина се произвеждат и по-малки топки. В играта на снукър участват 15 червени топки, 6 цветни (жълта, зелена, кафява, синя, розова и черна), и една бяла топка-бияч. Въпреки че в официалните правила на играта никоя от топките не е номерирана, цветните топки понякога се обявяват.
В началото на всеки фрейм (игра) топките се подреждат по точно определен начин. За цветните топки има точно определени позиции на масата, на които те се връщат след вкарването им в джобовете. За разлика от тях за червените има само начална позиция и те остават в джобовете след вкарването си. Жълтата, кафявата и зелената топки се подреждат върху боук линията като кафявата се поставя в средата на боук линията, а жълтата и зелената се поставят на пресечените точки на боук линията с полуокръжността, така че гледано от боук края жълтата да е от дясната страна. Позицията на синята топка е точно в средата на масата, на средата на разстоянието между двата средни джоба. Розовата топка се поставя по средата между синята топка и горния борд на масата, а червените се поставят във формата на триъгълник, така че да са максимално близо до розовата без да я докосват. Черната топка се поставя на 12,75 инча от горния борд.

## Известни играчи
С изключение на Джими Уайт всеки от следващите играчи е ставал победител в Световното първенство по снукър. За сметка на това Джими Уайт е достигал до финала на първенството 6 пъти.

| Име и прякор                            | Страна           | |
| --------------------------------------- | ---------------- | --- |
| Стивън Хендри Златното момче, Маестрото | Шотландия        | Доминира в професионалния снукър през 1990-те години, подобно на Стив Дейвис през 1980-те. По време на своята кариера по това време той се доказва като един от най-добрите строители на брейкове. През 1990-те години той прави повече от 550 сенчъри брейкове и става играчът с най-много максимални брейкове – 8. По-късно Рони О'Съливан подобрява този му рекорд. Стивън Хендри има 7 спечелени световни първенства и прекарва 9 сезона на 1-во място в световната ранглиста. От много почитатели на снукъра, Хендри е смятан за най-добрия играч в историята на спорта. Отказва се от снукъра на световното първенство през 2012 година. В кариерата си има 11 максимални брейка, като последният е от 2012 година на откриващия двубой на световното първенство срещу Стюарт Бингам. |
| Рони О'Съливан Ракетата                 | Англия           | Рони О'Съливан получава своя прякор Ракетата, заради изключително бързия стил на игра, който практикува през 1990-те години. Известен е и със седемте си световни титли (от 2001, 2004, 2008, 2012, 2013, 2020 и 2022 г.), както и като автор на трите най-бързи максимални брейка от 147 точки. Два от тези брейкове той постига на световното първенство през 2003 г., което го прави единственият играч, постигал повече от 2 максимален брейк в Театър Крусибъл, където се провежда световното първенство. О'Съливан е известен също със своето умение за игра и с лява, и с дясна ръка. Той е определян от много хора като един от най-талантливите играчи в снукъра. На 15 декември 2007 изравнява рекорда на Хендри от 8 максимални брейка, а на 28 април 2008 го подобрява (в мач от Световното първенство срещу Марк Уилиямс), с което става състезателят с най-много максимални брейкове към онзи момент – 9. Към март 2022 г. има отбелязани рекордните 15 максимални брейка. О'Съливан държи рекорда и за най-голям актив от сенчъри брейкове, преминавайки границата от 1000 стотачки в четвъртфиналния мач срещу Джон Хигинс в състезанието Cazoo Tour Championship през 2021. |
| Стив Дейвис Кюлчето                     | Англия           | Стив Дейвис доминира в световния снукър през 1980-те години като значително повишава нивото на играта, а с това и популярността на снукъра. Той е първият ясно изразен фаворит в телевизионната ера на снукъра. Той печели 6 световни първенства и става първият играч в историята на снукъра, станал известен с добрата си защитна игра. През 1990-те години неговото място е заето от Стивън Хендри, който печели общо 7 титли. Дейвис държи рекорда за най-голям брой титли от професионални състезания по снукър – 73. |
| Марк Уилямс The Welsh Potting Machine   | Уелс             | Марк Уилямс е трикратен световен шампион от 2000, 2003 и 2018 г. и е смятан от някои за един от най-добрите играчи в отбелязването на единични точки. След два сравнително по-слаби сезона Уилямс печели Откритото първенство по снукър на Китай през 2006 г. |
| Джон Хигинс Вълшебникът от Уишоу        | Шотландия        | Джон Хигинс е четирикратен световен шампион от 1998 г. 2007 г., 2009 и 2011. Той държи рекорда за най-много сенчъри брейкове в поредни фреймове на един мач – 4, както и рекорда за най-много последователни точки, без противникът му да отбележи дори 1 точка – 494. И двата рекорда той постига на финала на състезанието Гран При през 2005 г. срещу Рони О'Съливан. |
| Марк Селби Веселякът от Лестър          | Англия           | Марк Селби е четирикратен световен шампион от 2014, 2016, 2017 и 2021 г. Прозвището, с което е известен и разпознаваем в света на снукъра, е „Веселякът от Лестър“. Той е световен шампион и по билярд осма топка за 2006 г. Първата си голяма титла печели през януари 2008 г., ставайки шампион на престижния турнир „Мастърс“. Към март 2022 г. има три максимални брейка, реализирани в мачове от ранкинг турнири. |
| Кен Дохърти Хитрия Кен, Кен-до          | Ирландия         | Кен Дохърти е единственият играч, който е успявал да спечели Световното първенство по снукър на младежко (1989), аматьорско (1989) и професионално (1997) равнище. |
| Питър Ебдън Скелетор                    | Англия           | Питър Ебдън е световен шампион от 2002 г. Той достига финала на световното първенство през 2006 г., където е победен от Греъм Дот. |
| Греъм Дот Джобното динамо               | Шотландия        | Греъм Дот достига до финал на световното първенство по снукър през 2004 г., където е победен от Рони О'Съливан. През 2006 г. той отново достига до финал, но този път побеждава Питър Ебдън. Това става първата победа от професионално състезание за Дот. |
| Джими Уайт Вихъра                       | Англия           | Джими Уайт е безспорно най-успешният играч в снукъра, който никога не е успявал да спечели световно първенство. Уайт достига до финала на състезанието 6 пъти, но нито веднъж не успява да стане световен шампион. През своята кариера той печели немалко други професионални състезания и става един от най-обичаните от публиката играчи. Бързата и емоционална игра на Рони О'Съливан често е сравнявана със стила на игра на Джими Уайт от по-ранните години на кариерата му. Джими Уайт е известен с добрия си контрол върху топката бияч и добрите си позиционни удари. |
| Джо Дейвис                              | Англия           | Джо Дейвис е един от хората с най-голям принос за развитието на съвременния снукър. Той е един от инициаторите за провеждането на първото световно първенство през 1927 г. и става и победител в това първенство. Негов е рекорда за най-много световни титли – 15, въпреки че Дейвис постига това през първата половина на 20 век, когато има по-малко добри играчи. |
| Фред Дейвис                             | Англия           | Фред Дейвис е по-малкият брат на Джо Дейвис и печели 9 световни титли. |
| Алекс Хигинс Hurricane                  | Северна Ирландия | Алекс Хигинс става известен със своя бурен и силно емоционален стил на игра и поведение. Той е известен с невъздържаното си поведение около масата за снукър. Начинът на игра на Алекс Хигинс помага много за популяризирането на снукъра. Той печели две световни титли, през 1972 и 1982 г. Заедно с Рони О'Съливан са смятани за най-големите природни таланти в новата история на снукъра. |
| Джон Пулман                             | Англия           | Джон Пулман доминира в професионалния снукър през 1960-те години и печели 8 световни титли между 1957 и 1968 г. |

### Играчи
- Световна ранглиста по снукър за 2006/2007
- Световна ранглиста по снукър за 2005/2006
- Световни шампиони по снукър
- Световни първенци по снукър

### Състезания
- Турнири за световната ранглиста по снукър
  - Световно първенство по снукър
- Bulgarian Open (2012 – 2015):
  - 2012
  - 2013
  - 2014
  - 2015